# Tony Levin
Anthony Frederick "Tony" Levin (Boston, Sjedinjene Američke Države, 6. lipnja 1946.) je američki basist. Levin je najpoznatiji po suradnji s progresivnim rock sastavima King Crimson, Liquid Tension Experiment, Bruford Levin Upper Extremities i pjevačem Peterom Gabrielom. Levin ima i vlastiti sastav, Tony Levin Band.